# Lygromma wygodzinskyi
Lygromma wygodzinskyi là một loài nhện trong họ Gnaphosidae.
Loài này thuộc chi Lygromma. Lygromma wygodzinskyi được Norman I. Platnick miêu tả năm 1978.